# Agadir Bombay
Pour plus de détails, voir Fiche technique et Distribution.
Agadir Bombay (أغاديرمومباي) est une comédie dramatique de la réalisatrice franco-marocaine Myriam Bakir, sortie en 2011.
C'est le premier long métrage de Myriam Bakir, qui avait au préalable réalisé des courts métrages dont le premier, Demain on tourne, remonte à 1993. Elle en est également la scénariste.
Ce film traite d'un sujet encore délicat au Maroc : la prostitution. Son accroche officielle est : « Le plus grand voyage n'est pas celui qu'on croit ».
Tourné en darija, il est sous-titré en français ou en anglais.

## Synopsis
Imane, une jeune adolescente de 14 ans vivant à Taroudant, dans la plaine du Souss, joyeuse et férue de comédies musicales indiennes, s'ennuie et rêve de découvrir la cité balnéaire d'Agadir, non loin sur la côte atlantique. Leïla, la fille d'une voisine qui y réside, lors de l'une de ses nombreuses visites familiales à Taroudant, lui propose de s'y rendre. Une fois sur place, un tout autre monde que celui dont Imane rêvait lui est révélé…

## Fiche technique
- Titre : Agadir Bombay
- Titre original : أغاديرمومباي
- Réalisation : Myriam Bakir[5]
- Scénario : Myriam Bakir [5]
- Musique : Adil Aissa ; Saïd el-Azizi Alaoui ; Abdelwahed el-Azizi Alaoui[5]
- Directeur de la photographie : Christophe Debraize-Bois[5]
- Ingénieur du son : Faouzi Tabet[5]
- Montage : 
  - Image : Julien Fouré[5]
  - Son/mixage : Olivier Roux[5]
- Producteurs : Babalee Productions ; Yam'Productions[5]
- Financement : Centre cinématographique marocain ; Soread 2M[5]
- Distributeurs : Younes SARL ; Mohamed Alaoui[5]
- Directeurs de production : Barddine Benkirane ; Youssef Ezzahar el-Idrissi[5]
- Année de production : 2011[5]
- Budget : 5 millions de dirhams[6]
- Genre : Comédie dramatique
- Pays :  Maroc
- Langues : darija[3] (sous-titrages en français ou en anglais)[5]
- Format image : 35mm[5] ; haute définition[5] ; couleur
- Durée : 80 minutes[5]
- Date de sortie en salles au Maroc : 21 décembre 2011[3]

## Distribution
Principaux acteurs
- Siham Touzy : Imane
- Nouffissa Benchehida : Leïla
- Driss Roukhe : Rachid
- Fatima Tihihit : Fatima
- Abdellatif Chaouqi : Mounir Absi
- Abdellatif Aatif : père d'Imane
- Rachida Gouraane : Mina, mère d'Imane
- Malek Akhmiss : Ahmed
- Khadouj Aneddam : grand-mère d'Imane
- Mohamed Amira : grand-père d'Imane
- Malika Hamaoui : racoleuse
- Youssef Ezzahar el-Idrissi : fonctionnaire

## Production et diffusion
Agadir Bombay est sorti en salles au Maroc le 21 décembre 2011. Auparavant, il avait été projeté :
- en janvier 2011 à Tanger, dans le cadre de la 12e édition du Festival national marocain du film, où Nouffissa Benchehida a reçu le prix du deuxième rôle féminin pour sa prestation ;
- en avant-première le 16 décembre 2011 au cinéma Rialto d'Agadir, rompant ainsi avec les habituelles avant-premières à Marrakech ou Casablanca[3].

Son tournage, qui a duré environ deux mois, s'est principalement déroulé à Agadir, où il a démarré le 14 octobre 2008, et à Taroudant (ville d'origine du personnage principal, Imane, et du père de la réalisatrice) ; également, juste pour les scènes « bollywoodiennes » faisant partie des rêves d'Imane, au théâtre Mohammed-VI de Mohammédia. Avec ce film, la localité de Taroudant a été plongée dans une atmosphère de tournage qu'elle aurait au moins connue six décennies auparavant grâce au film Ali Baba et les Quarante Voleurs de Jacques Becker.
Concernant le premier trimestre qui a suivi sa sortie, avec 16 426 entrées, Agadir Bombay était en quatrième position du box-office marocain derrière Un Marocain à Paris de Saïd Naciri (65 398), Andalousie, mon amour ! de Mohamed Nadif (17 837) et Les Mains rudes de Mohamed Asli (17 531).
Le 12 août 2012, il a été diffusé sur la chaîne de télévision marocaine 2M.